# Сепаратизм в Ефіопії
Сепаратизм в Ефіопі — явище, викликане прагненням низки етнічних і релігійних груп, що проживають на території Ефіопії, до утворення окремих держав.

## Еритрейський сепаратизм
У 1890—1941 роках Еритрея була колонією Італії, потім — протекторатом Великої Британії. У 1950 році ООН ухвалила рішення про об'єднання Еритреї та Ефіопії в рамках федерації. Рішення набуло чинності в 1952 році. Більшість еритрейців виступала за незалежність своєї країни. Сформований в кінці 1950-х років Фронт визволення Еритреї (ФОЕ) у вересні 1961 року почав збройну боротьбу за незалежність. У відповідь на це в 1962 році імператор Ефіопії Хайле Селассіє позбавив Еритрею прав автономії, розпустивши її парламент.
У 1988—1991 роках еритрейські партизани завдали армії Ефіопії кілька поразок, що збіглося з припиненням радянської військової допомоги Аддіс-Абебі. У самій Ефіопії йшла громадянська війна. У травні 1991 року уряд покинув країну. Еритрея фактично домоглася своєї незалежності після трьох десятиліть збройної боротьби. За угодою з новим ефіопським урядом у квітні 1993 року в Еритреї був проведений референдум, за підсумками якого 24 травня країна офіційно була проголошена незалежною.

## Сомалійський сепаратизм
Відразу ж після проголошення незалежності в 1960 році Сомалі висунула територіальні претензії до сусідніх держав. Уряд країни опублікувало маніфест про відтворення так званої «Великої Сомалі», в яке повинні були увійти населені сомалійцями частини Ефіопії, Кенії і Джибуті. У 1969 році в результаті Жовтневої революції до влади прийшов Мохаммед Сіад Барре, який проголосив курс на побудову соціалізму, що призвело до зближення між Сомалі і СРСР. Однак Барре не відмовився від територіальних претензій до сусідів.
Однією з територій, приналежність якої оскаржувала Сомалі, була ефіопська провінція Огаден, що населена переважно сомалійцями. Претензії призвели до того, що вже в 1964 році між двома країнами стався короткочасний прикордонний конфлікт.
Нестабільністю в Ефіопії скористалося Сомалі, яке розпочало надавати підтримку Фронту визволення Західного Сомалі (ФОЗС). З середини 1970-х Фронт вів збройну боротьбу за відділення Огадена від Ефіопії і приєднання його до Сомалі.
| Прапор Ефіопії | Це незавершена стаття про Ефіопію. Ви можете допомогти проєкту, виправивши або дописавши її. |